# Фосо Салси (Потенца)
Фосо Салси (итал. Fosso Salsi) је насеље у Италији у округу Потенца, региону Базиликата.
Према процени из 2011. у насељу је живело 34 становника. Насеље се налази на надморској висини од 850 м.